# Middenveld (waterschap)
Middenveld was een waterschap in de provincie Drenthe, het werd in 1957 gevormd uit het waterschap Het Oude Diep, samen met delen van de provincie die tot dan toe niet onder een waterschap vielen. In 1995 ging het waterschap samen met de waterschappen De Oude Vaart, De Wold Aa, Riegmeer en Smilde op in waterschap Meppelerdiep. Bij de oprichting omvatte het waterschap zo'n 15.580 ha. en lag het in de gemeenten Beilen, Hoogeveen, Oosterhesselen, Ruinen, Zuidwolde en Zweeloo.
Het hoofdkantoor stond in Hoogeveen.